# Ulla Werbrouck
Ulla Werbrouck (Izegem, 24 de enero de 1972) es una deportista belga que compitió en judo.
Participó en los Juegos Olímpicos de Atlanta 1996, obteniendo una medalla de oro en la categoría de –72 kg. Ganó cuatro medallas en el Campeonato Mundial de Judo entre los años 1995 y 2001, y trece medallas en el Campeonato Europeo de Judo entre los años 1989 y 2001.

## Palmarés internacional
| Juegos Olímpicos   | Juegos Olímpicos         | Juegos Olímpicos  | Juegos Olímpicos |
| Año                | Lugar                    | Medalla           | Categoría        |
| ------------------ | ------------------------ | ----------------- | ---------------- |
| 1996               | Atlanta (Estados Unidos) | Medalla de oro    | –72 kg           |
| Campeonato Mundial |                          |                   |                  |
| Año                | Lugar                    | Medalla           | Categoría        |
| 1995               | Chiba (Japón)            | Medalla de plata  | –72 kg           |
| 1997               | París (Francia)          | Medalla de bronce | –72 kg           |
| 1999               | Birmingham (Reino Unido) | Medalla de plata  | –70 kg           |
| 2001               | Múnich (Alemania)        | Medalla de bronce | –70 kg           |
| Campeonato Europeo |                          |                   |                  |
| Año                | Lugar                    | Medalla           | Categoría        |
| 1989               | Helsinki (Finlandia)     | Medalla de bronce | –66 kg           |
| 1990               | Fráncfort (RFA)          | Medalla de bronce | –72 kg           |
| 1991               | Praga (Checoslovaquia)   | Medalla de bronce | –72 kg           |
| 1992               | París (Francia)          | Medalla de plata  | –72 kg           |
| 1993               | Atenas (Grecia)          | Medalla de plata  | –72 kg           |
| 1994               | Gdańsk (Polonia)         | Medalla de oro    | –72 kg           |
| 1995               | Birmingham (Reino Unido) | Medalla de oro    | –72 kg           |
| 1996               | La Haya (Países Bajos)   | Medalla de oro    | –72 kg           |
| 1997               | Ostende (Bélgica)        | Medalla de oro    | –72 kg           |
| 1998               | Oviedo (España)          | Medalla de oro    | –70 kg           |
| 1999               | Bratislava (Eslovaquia)  | Medalla de oro    | –70 kg           |
| 2000               | Breslavia (Polonia)      | Medalla de bronce | –70 kg           |
| 2001               | París (Francia)          | Medalla de oro    | –70 kg           |